# Roy Steffensen

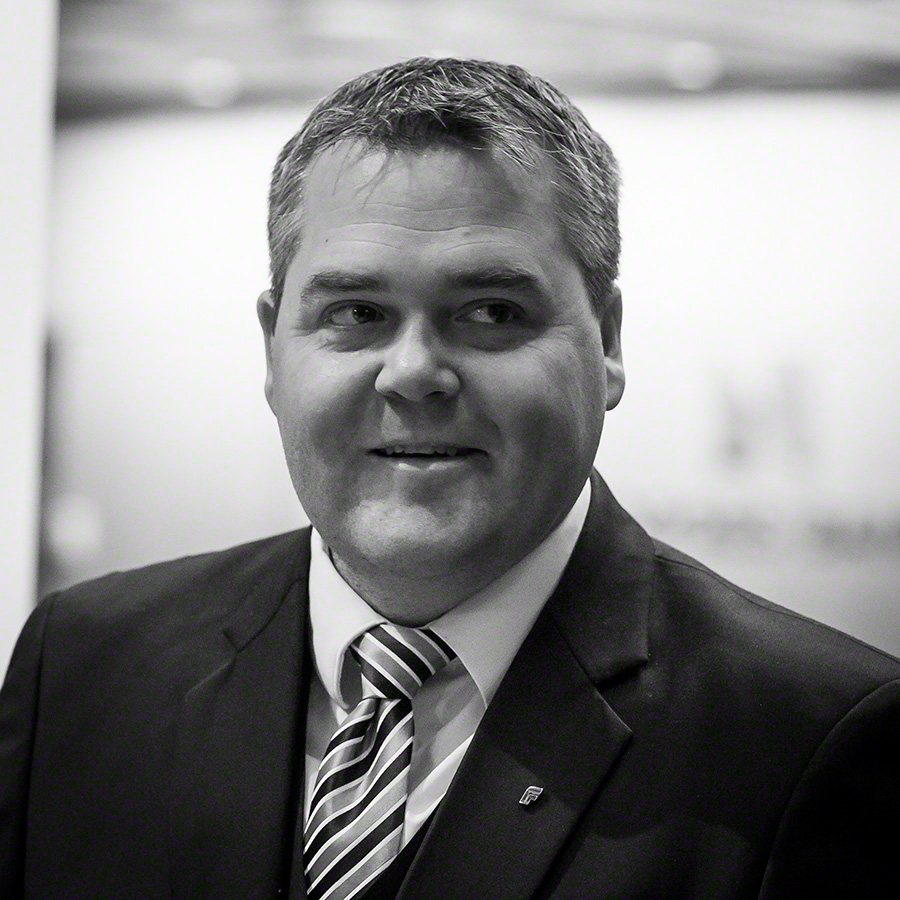
Roy Steffensen, 2016

Roy Steffensen (* 10. September 1980) ist ein norwegischer Politiker der rechten Fremskrittspartiet (FrP). Seit 2013 ist er Abgeordneter im Storting.

## Leben
Steffensen wuchs in der Kommune Kvitsøy auf. In den Jahren 2003 bis 2005 war er der Generalsekretär der Fremskrittspartiets Ungdom (FpU), zwischen 2003 und 2007 saß er im Stadtrat von Stavanger. Ab 2008 arbeitete er als Lachszüchter in seiner Heimatgemeinde Kvitsøy. Im Jahr 2011 wurde er Mitglied in deren Kommunalparlament, wo er bis 2013 als stellvertretender Bürgermeister fungierte.
Steffensen zog bei der Parlamentswahl 2013 erstmals in das norwegische Nationalparlament Storting ein. Dort vertritt er den Wahlkreis Rogaland und er wurde zunächst Mitglied im Transport- und Kommunikationsausschuss. Im Oktober 2015 wechselte er während der laufenden Legislaturperiode in den Finanzausschuss. Nach der Wahl 2017 ging er in den Bildungs- und Forschungsausschuss über, dessen Vorsitzender er wurde. Im Anschluss an die Stortingswahl 2021 wechselte er in den Finanzausschuss.
Im Januar 2024 gab Steffensen bekannt, dass er bei der Parlamentswahl 2025 nicht erneut kandidieren werde.